# Stamnodes gaudialis
Stamnodes gaudialis là một loài bướm đêm trong họ Geometridae.